# Filkor Attila
Filkor Attila (Budapest, 1988. július 12. –) magyar válogatott labdarúgó, jelenleg a Budafoki MTE sportigazgatója.

## Pályafutása

### Klubcsapatban
Filkor Attila az MTK Budapest csapatában nevelkedett, majd 2006-ban a máltai Pietà Hotspurshöz került. 2006 nyarán szerződtette a milánói Internazionale. A 2006–2007-es Olasz Kupa sorozatban két mérkőzésen lépett pályára, 2008 januárjában pedig a Grosseto vette kölcsön. Itt tizennégy másodosztályú bajnokit játszott, ezt követően pedig 2008. július 8-án kölcsönadták a Sassuolónak.
2010. január 29-én a Gallipoli Calcio vette kölcsön, majd amikor az itteni szerződése is lejárt, nem tért vissza az Internazionaléhoz, hanem a városi rivális AC Milan labdarúgója lett. 2010. augusztus 6-án a Triestinához került kölcsönbe. 2010. október 2-án gólt lőtt a Crotone elleni bajnokin, ez volt az első hivatalos gólja Olaszországban. 2012 nyarán a Milan újból kölcsönadta, ezúttal az AS Bari csapatának. Tíz bajnoki találkozón szerepelt a csapatban, 2013. január 16-án visszatért a Milanhoz, majd másnap a Pro Vercellihez.
2013. augusztus 27-én a francia másodosztályú LB Châteauroux szerezte meg a játékjogát, ugyancsak kölcsönbe. Ezt követően Olaszországban még megfordult az AS Avellino csapatában, majd mikor szerződése lejárt a Milannál, akkor hazatért Magyarországra és az Újpest játékosa lett. 2016-ban a Gyirmót FC, majd a csapat élvonalból való kiesése után a Budafok játékosa lett.

### A válogatottban
Filkort korosztálya egyik legtehetségesebb játékosának tartották, a magyar U19-es válogatottnak csapatkapitánya is volt, pályára lépett az U21-es csapatban is. A magyar válogatottban 2007-ben mutatkozott be Várhidi Péter irányítása alatt. A nemzeti csapatban hatszor lépett pályára.
Mérkőzései az Internazionale első csapatában

| Időpont             | Mérkőzés típusa                        | Mérkőzés | Esemény |
| ------------------- | -------------------------------------- | --- | ------- |
| 2006. október 5.    | Giacinto Facchetti emlékmérkőzés       | Atalanta–Internazionale 3–2 (0–1) Archiválva 2007. szeptember 30-i dátummal a Wayback Machine-ben                  | 84'     |
| 2006. november 9.   | Olasz Kupa nyolcaddöntő, első mérkőzés | Messina–Internazionale 0–1 (0–1) Archiválva 2007. szeptember 27-i dátummal a Wayback Machine-ben                   | 80'     |
| 2006. november 29.  | Olasz Kupa nyolcaddöntő, visszavágó    | Internazionale–Messina 4–0 (2–0) Archiválva 2007. szeptember 30-i dátummal a Wayback Machine-ben                   | 71'     |
| 2007. július 17.    | felkészülési mérkőzés                  | Internazionale–Kínai olimpiai válogatott 3–0 (1–0) Archiválva 2007. szeptember 30-i dátummal a Wayback Machine-ben | 78'     |
| 2007. július 21.    | felkészülési mérkőzés                  | Internazionale–Dél-Tirol 2–0 (1–0) Archiválva 2007. szeptember 30-i dátummal a Wayback Machine-ben                 | 23'     |
| 2007. július 24.    | felkészülési mérkőzés                  | Internazionale–Partizan Beograd 1–0 (1–0) Archiválva 2007. szeptember 30-i dátummal a Wayback Machine-ben          | 84'     |
| 2007. július 29.    | felkészülési mérkőzés                  | Arsenal–Internazionale 2–1 (0–0) Archiválva 2007. szeptember 27-i dátummal a Wayback Machine-ben                   |         |
| 2007. augusztus 1.  | felkészülési mérkőzés                  | Manchester United–Internazionale 2–3 (1–1) Archiválva 2007. szeptember 30-i dátummal a Wayback Machine-ben         | 77'     |
| 2007. augusztus 8.  | felkészülési mérkőzés (45 perces)      | Internazionale–Juventus 1–0 Archiválva 2007. szeptember 27-i dátummal a Wayback Machine-ben                        | 18'     |
| 2007. augusztus 14. | felkészülési mérkőzés (45 perces)      | Internazionale–Milan 1–0 Archiválva 2007. szeptember 30-i dátummal a Wayback Machine-ben                           | 33'     |

## Statisztika

### Klubcsapatokban
Legutóbb: 2022. augusztus 2-án lett frissítve.

| Klub                           | Szezon         | Bajnokság | Bajnokság | Nemzeti kupa | Nemzeti kupa | Nemzetközi kupa | Nemzetközi kupa | Összesen | Összesen |
| Klub                           | Szezon         | Mérk.     | Gólok     | Mérk.        | Gólok        | Mérk.           | Gólok           | Mérk.    | Gólok    |
| ------------------------------ | -------------- | --------- | --------- | ------------ | ------------ | --------------- | --------------- | -------- | -------- |
| Grosseto (kölcsönben)          | 2007–08        | 14        | 0         | 0            | 0            | –               | –               | 14       | 0        |
| Összesen                       | Összesen       | 14        | 0         | 0            | 0            | 0               | 0               | 14       | 0        |
| Sassuolo (kölcsönben)          |                |           |           |              |              |                 |                 |          |          |
| 2007–08                        | 10             | 0         | 0         | 0            | –            | –               | 10              | 0        |          |
| 2008–09                        | 5              | 2         | 0         | 0            | –            | –               | 5               | 2        |          |
| Összesen                       | Összesen       | 15        | 2         | 0            | 0            | 0               | 0               | 15       | 2        |
| Gallipoli Calcio (kölcsönben)  |                |           |           |              |              |                 |                 |          |          |
| 2010–11                        | 12             | 0         | 0         | 0            | –            | –               | 12              | 0        |          |
| Összesen                       | Összesen       | 12        | 0         | 0            | 0            | 0               | 0               | 12       | 0        |
| US Triestina (kölcsönben)      |                |           |           |              |              |                 |                 |          |          |
| 2010–11                        | 26             | 2         | 0         | 0            | –            | –               | 26              | 2        |          |
| Összesen                       | Összesen       | 26        | 2         | 0            | 0            | 0               | 0               | 26       | 2        |
| AS Livorno (kölcsönben)        |                |           |           |              |              |                 |                 |          |          |
| 2011–12                        | 26             | 0         | 1         | 1            | –            | –               | 27              | 1        |          |
| Összesen                       | Összesen       | 26        | 0         | 1            | 1            | 0               | 0               | 27       | 1        |
| AS Bari (kölcsönben)           |                |           |           |              |              |                 |                 |          |          |
| 2012–13                        | 10             | 0         | 0         | 0            | –            | –               | 10              | 0        |          |
| Összesen                       | Összesen       | 10        | 0         | 0            | 0            | 0               | 0               | 10       | 0        |
| Pro Vercelli (kölcsönben)      |                |           |           |              |              |                 |                 |          |          |
| 2012–13                        | 11             | 0         | 0         | 0            | –            | –               | 11              | 0        |          |
| Összesen                       | Összesen       | 11        | 0         | 0            | 0            | 0               | 0               | 11       | 0        |
| LB Châteauroux (kölcsönben)    |                |           |           |              |              |                 |                 |          |          |
| 2013–14                        | 13             | 0         | 0         | 0            | –            | –               | 13              | 0        |          |
| Összesen                       | Összesen       | 13        | 0         | 0            | 0            | 0               | 0               | 13       | 0        |
| LB Châteauroux II (kölcsönben) |                |           |           |              |              |                 |                 |          |          |
| 2013–14                        | 2              | 0         | 0         | 0            | –            | –               | 2               | 0        |          |
| Összesen                       | Összesen       | 2         | 0         | 0            | 0            | 0               | 0               | 2        | 0        |
| AS Avellino (kölcsönben)       |                |           |           |              |              |                 |                 |          |          |
| 2014–15                        | 4              | 0         | 0         | 0            | –            | –               | 4               | 0        |          |
| Összesen                       | Összesen       | 4         | 0         | 0            | 0            | 0               | 0               | 4        | 0        |
| Újpest                         |                |           |           |              |              |                 |                 |          |          |
| 2015–16                        | 7              | 0         | 3         | 0            | –            | –               | 10              | 0        |          |
| Összesen                       | Összesen       | 7         | 0         | 3            | 0            | 0               | 0               | 10       | 0        |
| Gyirmót                        |                |           |           |              |              |                 |                 |          |          |
| 2016–17                        | 16             | 1         | 0         | 0            | –            | –               | 16              | 1        |          |
| Összesen                       | Összesen       | 16        | 1         | 0            | 0            | 0               | 0               | 16       | 1        |
| Budafok                        |                |           |           |              |              |                 |                 |          |          |
| 2017–18                        | 25             | 0         | 3         | 1            | –            | –               | 25              | 0        |          |
| 2018–19                        | 20             | 1         | 1         | 0            | –            | –               | 20              | 1        |          |
| 2019–20                        | 17             | 0         | 2         | 0            | –            | –               | 17              | 0        |          |
| 2020–21                        | 18             | 0         | 0         | 0            | –            | –               | 0               | 0        |          |
| 2021–22                        | 20             | 0         | 0         | 0            | –            | –               | 0               | 0        |          |
| 2022–23                        | 0              | 0         | 0         | 0            | –            | –               | 0               | 0        |          |
| Összesen                       | Összesen       | 100       | 1         | 6            | 1            | 0               | 0               | 106      | 2        |
| Teljes karrier                 | Teljes karrier | 256       | 6         | 10           | 2            | 0               | 0               | 266      | 8        |

### Mérkőzései a válogatottban
| Magyarország | Magyarország        | Magyarország                    | Magyarország  | Magyarország | Magyarország        | Magyarország | Magyarország | Magyarország |
| #            | Dátum               | Helyszín                        | Hazai         | Eredmény     | Vendég              | Kiírás       | Gólok        | Esemény      |
| ------------ | ------------------- | ------------------------------- | ------------- | ------------ | ------------------- | ------------ | ------------ | ------------ |
| 1.           | 2007. február 7.    | Limassol (CYP)                  | Lettország    | 0 – 2        | Magyarország        | barátságos   | -            | 85'          |
| 2.           | 2007. augusztus 22. | Budapest, Puskás Ferenc Stadion | Magyarország  | 3 – 1        | Olaszország         | barátságos   | -            | 59'          |
| 3.           | 2007. szeptember 8. | Székesfehérvár, Sóstói Stadion  | Magyarország  | 1 – 0        | Bosznia-Hercegovina | Eb-selejtező | -            | 89'          |
| 4.           | 2007. október 13.   | Budapest, Szusza Ferenc Stadion | Magyarország  | 2 – 0        | Málta               | Eb-selejtező | -            | 75'          |
| 5.           | 2007. október 13.   | Łódź                            | Lengyelország | 0 – 1        | Magyarország        | barátságos   | -            | 90+3'        |
| 6.           | 2007. november 21.  | Budapest, Puskás Ferenc Stadion | Magyarország  | 1 – 2        | Görögország         | Eb-selejtező | -            | 76'          |
|              | Összesen            |                                 |               | 6            | mérkőzés            |              | 0            | gól          |